# Amir-Hossein Ghazizadeh Hashemi
Amir-Hossein Ghazizadeh Hashemi (Fariman, 14 aprile 1971) è un politico iraniano, Vice Presidente dell'Iran  nel governo Raisi, a capo della Foundation of Martyrs and Veterans Affairs.